# 시라누카선
시라누카선(일본어: 白糠線)은 일본국유철도(국철)이 운영한 철도 노선(지방교통선)이다. 홋카이도 시라누카군 시라누카정에 있는, 네무로 본선의 시라누카역에서 분기해 같은 정의 호쿠신역을 연결한 노선으로, 1980년 국철 재건법에 의해 특정지방교통선 폐지 대상이 된 뒤 1983년 폐지되었다.

## 운행 형태
개통 당시에는 시라누카 - 가미차로 이 전 구간을 운행하는 열차가 하루 4왕복 운행되었다가 호쿠신까지 연장 개통된 뒤에는 1왕복이 감편되었고, 그 후 폐지시까지 1일 3왕복 운행이 계속되었다. 차량의 회송을 겸해 네무로 본선의 구시로역 방면으로 직통하는 열차도 있었는데, 아침에는 구시로 - 네무로 구간에서 운행했던 급행 노삿푸호에 사용되는 급행용 차량을 끼워넣기 운용으로 운전하기도 했다.

## 역사
- 1964년 10월 7일 : 시라누카 - 가미차로 구간(25.2km)가 개통된다. 가미시라누카·자로·누이베쓰·가미차로 역이 개업한다.
- 1972년 9월 8일 : 가미차로 - 호쿠신 구간(7.9km)가 연장 개통된다(여객 영업만 함). 시모호쿠신·호쿠신 역이 개업한다.
- 1974년 7월 25일 : 교에이 임시 승강장이 신설된다.
- 1978년 10월 1일 : 시라누카 - 가미차로 구간(25.2km)의 화물 영업이 폐지된다.
- 1981년 9월 18일 : 제1차 특정지방교통선으로서 폐지가 승인된다.
- 1983년 10월 23일 : 전선(33.1km)가 폐지된다. 시라누카 정영 버스로 전환된다.

## 역 목록
모든 역이 홋카이도 시라누카 군 시라누카정에 위치한다. 누적 거리는 영업 거리이다.
| 역명               | 일본어 역명  | 접속 노선   | 역간 거리 | 영업 거리 |
| ------------------ | ------------ | ----------- | --------- | --------- |
| 시라누카           | 白糠         | 네무로 본선 | 0.0       | 0.0       |
| 가미시라누카       | 上白糠       |             | 6.0       | 6.0       |
| 교에이 임시 승강장 | 共栄仮乗降場 | (3.5)       | (9.5)     |           |
| 자로 역            | 茶路         | 5.8         | 11.8      |           |
| 누이베쓰 역        | 縫別         | 7.5         | 19.3      |           |
| 가미차로           | 上茶路       | 5.9         | 25.2      |           |
| 시모호쿠신         | 下北進       | 5.5         | 30.7      |           |
| 호쿠신             | 北進         | 2.4         | 33.1      |           |

- 교에이 임시 승강장에는 영업 거리가 설정되어 있지 않았다.

미완공 구간
호쿠신 - 고이가타 신호장 - 모라완 - 라완 - 나카아쇼로 - 아쇼로

## 전환 버스
- 시라누카 정영 버스 : 시라누카 정영 버스 터미널 - 후타마타 구간

## 참고 문헌
- 마쓰시타 히로유키(2001), <국철 시라누카 선 폐선을 찾아서> - 철도 팬 2001년 9월호 pp. 128-131.

## 같이 보기
- 홋카이도 척식 철도(국철 기타토카치 선, 철도부설법 142-3 '신토쿠에서 가미시호로를 경유해 아쇼로에 이르는 철도'(新得ヨリ上士幌ヲ経テ足寄ニ至ル鉄道))